# ANDAGOYA
La asociación ANDAGOYA es una Organización No Gubernamental (ONG) cuyo objetivo principal (recogido en los estatutos de la asociación) es “la cooperación al desarrollo con los pueblos de América latina, apoyando obras sociales encaminadas a la promoción de la infancia y la juventud de las zonas más desfavorecidas.” Esta asociación se nutre y se organiza en torno a los pueblos de las comarcas malagueñas de los Montes y de la Costa del Sol Occidental así como de la propia capital, de ellas proceden los más de 300 socios con los que cuenta actualmente. Los socios aportan cuotas de 12 o 18 euros que se destinan en su totalidad a becas de comedor o becas escolares. La asociación no tiene gastos administrativos ni de personal por lo que todo el dinero recibido se envía al área local donde revierte directamente en la población necesitada. 

## Historia y actuación
Se creó en 1997, desde ese año se viene colaborando con la región colombiana de Chocó, concretamente con los municipios de la ribera del río San Juan, aunque últimamente también se han realizado actuaciones en poblaciones indígenas de Guatemala. Volviendo al Departamento de Chocó, hay que apuntar que se encuentra en la selva Pacífica de Colombia, que está habitada por grupos de indígenas de raza negra entre los cuales apenas existe convivencia. La población de Andagoya, de la cual toma su nombre la asociación, se sitúa a mitad de camino de la desembocadura del río San Juan. Este actúa como la principal vía de comunicación pues las comunicaciones terrestres son muy dificultosas por tener que atravesar la selva. En Andagoya viven unos 6000 habitantes descendientes de antiguos esclavos negros. La Corona de España organiza la trata y el comercio de esclavos a partir del siglo XV y en 1781 se señala al Chocó como un lugar habitado por negros cimarrones e importante "palenque" de lucha contra la esclavitud. El día 21 de mayor de 1851 el presidente José Hilario López firma la abolición legal de la esclavitud. Anteriormente trabajaron en la minería del oro y platino de los ríos (más de 240 recorren el Departamento de Chocó) de la zona hasta que la empresa región además posee el índice más alto de mortalidad infantil rural (112 por mil niños; en España es del 1 por mil) Igualmente ocupa uno de los últimos puestos en tasa de escolaridad (42,8%) y ostenta el récord de tener el nivel más alto de analfabetismo del país.
	Entre las actividades que realiza la ONG destacamos: programa de becas de estudio, proyectos de desarrollo, comedor para niños desnutridos, actividades para recogida de fondos, campañas de difusión y sensibilización.

## Pilares básicos de la colaboración

### En el campo de la salud
- Adquisición de una ambulancia todoterreno (Diputación Provincial de Málaga)
- Envío de medicinas y material sanitario (Farmacéuticos Mundi)

### Creación de Empleo
- Cooperativa de costura: da trabajo a 5 mujeres a fin de surtir de estas prendas a los niños y niñas de Andagoya.
- Cooperativa panadera: en ella trabajan 5 mujeres. Para la compra de la maquinaria y alquiler del local se utilizó parte del dinero recogido en la Cena Benéfica organizada por la Asociación en mayo del 98.
- Taller de carpintería que surte de camas a algunos becados muy necesitados.

### Mejora de infraestructuras
- Construcción de depósitos de agua, lavaderos y duchas públicas. (Diputación Provincial de Málaga)
- Canalización de un manantial para abastecer de agua a un barrio de Andagoya. (Sufragado entre Diputación Provincial de Málaga y recaudación cena 98)
- Construcción de viviendas dignas.

### Proyectos de futuro (algunos en marcha ya)
- Canalización de agua potable hasta el tanque. (Principal inversión de la recaudación de la II Comida Benéfica 2000).
- Continuación del programa de becas, con la captación de nuevos apadrinamientos.
- Presentación de proyectos a distintas entidades públicas: Puente escolar, Talleres escolares, Cooperativas pesquera y ganadera, Instalación de un generador de energía eléctrica. Algunos comienzan ya a desarrollarse (abril de 2001). Ver continuación.

### Proyecto financiados
Por la Excma. Diputación Provincial de Málaga (2.001)
- Construcción de un puente elevado peatonal que permita el acceso de la comunidad educativa a las escuelas Policarpa Salavarrieta y Francisco Miranda de Andagoya.
- Construcción del Aula Máxima del colegio Joaquín Urrutia y dotación del taller de modistería y sastrería.
- Dotación de un estabilizador de corriente y una planta eléctrica para el Hogar Ntra. Sra. de los Desamparados.

### Contraparte local
- Madres de los Desamparados.